# Sigrun
Sigrun ist ein weiblicher Vorname. 

## Herkunft und Bedeutung
Sigrun ist ein altnordischer Vorname, der sich aus den Elementen sig „Sieg“ und run „Geheimnis“ zusammensetzt. Es ist auch der Name einer Walküre in altnordischen Legenden.

## Verbreitung
Während der Name Sigrun in Deutschland nur selten vergeben wird, ist er vor allem in Norwegen beliebt, wobei er dort Sigrün ausgesprochen wird.
In Island trugen insgesamt 2950 Frauen den Namen Sigrún als Erst- oder Zweitname, somit belegt der Name dort in der Häufigkeit Rang 7 (Stand: 1. Januar 2019).

## Varianten
- Dänisch: Siegrun
- Deutsch: Siegrun
- Isländisch: Sigrún
- Norwegisch: Sigrund, Sigrunn
- Schwedisch: Siegrun
  - Altschwedisch: Sighrun

## Bekannte Namensträgerinnen

### Sigrun
- Sigrun Arenz (* 1978), deutsche Schriftstellerin
- Sigrun Casper (* 1939), deutsche Schriftstellerin
- Sigrun Dobner (* 1983), deutsche Ringerin
- Sigrun Gunnarsdóttir (* 1950), färöische Malerin
- Sigrun von Hasseln-Grindel (* 1952), deutsche Juristin
- Sigrun Jakubaschke (* 1957), deutsche Malerin und Hochschullehrerin
- Sigrun Kiesewetter (1939–2019), deutsche Sängerin und Schriftstellerin
- Sigrun Krause (* 1954), deutsche Skilangläufen
- Sigrun Kunz (* 1939), deutsche Tischtennisspielerin
- Sigrun Lang (* 1939), deutsche Architektin und Kommunalpolitikerin
- Sigrun Löwisch (* 1942), deutsche Politikerin (CDU)
- Sigrun Paas (* 1944), deutsche Kunsthistorikerin
- Sigrun Paulsen (* 1945), deutsche Malerin
- Sigrun Pfitzenreuter (1941–2015), deutsche Malerin und Grafikerin
- Sigrun Ploner (* um 1971), österreichische Badmintonspielerin
- Sigrun Siegl (* 1954), deutsche Leichtathletin
- Sigrun Unger, deutsche Handballspielerin und Handballtrainerin
- Sigrun Vågeng (* 1950), norwegische Behördenleiterin und Verbandsfunktionärin
- Sigrun Wodars (* 1965), ehemalige deutsche Leichtathletin

### Sigrún
- Sigrún Einarsdóttir (* 1952), isländische Glaskünstlerin
- Sigrún Magnúsdóttir (* 1944), isländische Politikerin (Fortschrittspartei)
- Sigrún Ólafsdóttir (* 1963), isländische Bildende Künstlerin

### Siegrun
- Siegrun Appelt (* 1965), österreichische Künstlerin
- Siegrun Jäger (1941–2022), deutsche Filmeditorin
- Siegrun Klemmer (* 1939), deutsche Politikerin (SPD)
- Siegrun Seidel (* 1958), deutsche Politikerin (CDU)
- Siegrun Siegl (* 1954), deutsche Leichtathletin, 1976 Olympiasiegerin im Fünfkampf